# 群靈祠
24°14′35″N 120°43′10″E / 24.242935°N 120.719355°E
群靈祠，是位於臺灣臺中市豐原區的有應公廟，主祭祀在乾隆時代戰亂喪生的亡者。

## 沿革
此祠由義民廟重新建造而來。
豐原樂天宮重建時，須動用廟前放置無名遺骨的石窟，遂計畫將遺骨另遷到豐原第十公墓的百姓公廟中。但當地人黃玉波認為該百姓公廟，廟小且破舊不堪，就想這些孤魂籌建祠廟，於是籌募新台幣十五、六萬，於1968年農曆七月初八破土，興建半年完成，以「群靈祠」命名，並成立管理委員會，由黃玉波擔任主任委員。
1970年代，豐原第十公墓內挖掘出一塊刻有「前義士殉職英靈」的字樣及「乾隆」兩字的墓碑，亦挖出四大堣的骨灰，其內還有官員用的奏笏。這些遺骨與墓碑也移至群靈祠。

## 祭祀
主要供奉乾隆年間戰亂殉職人士的骨骸。管理員羅武吉在1982年表示群靈祠的屍骨在萬人以上。
香客有些會祈求有應公幫忙討債、或把別人的相片刺上針後放於香爐裡，以詛咒他人，要求有應公懲罰該人。管理員羅武吉為了防止這類事，每日需清理香爐；若發現有照片，就立即請求有應公不要去害人。
根據1982年及1984年的報導，該祠是豐原當時十幾座百姓公廟中香火最盛、規模最大的一座。在農曆七月初八為紀念該祠創立，演出一個月的歌仔戲外，其他的時間大都是演布袋戲。除媽祖生日以外，當時群靈祠演戲幾乎全年無休，因媽祖生日的演戲價碼較高。
由於當時的群靈祠整年都在酬戲，因此吸引不少長者前往觀戲，祠方特別在1980年加蓋了一座六角涼亭。對於此祠天天演戲，台中市文獻課長曾藍田認為此舉是一種浪費，不如從事慈善事業。而該祠也創設群賢社會福利慈善事業基金會，作慈善事業。臺中市政府警察局的豐原警分局、豐原派出所也會贊助演戲經費，以祈求轄區平安無事。刑警在辦案遇難題時，也會到祠中請求指點迷津。
在2011年報導時，豐原的陽廟、陰廟或商家在鬼月大肆祭拜的風俗已減少，部份超市也少見搶購祭祀用品的人潮。